# Egypt Central
Egypt Central – grupa muzyczna grająca metal alternatywny.

## Historia

### Debiutancki album 2002-2010
Egypt central powstał 2 października 2002 roku w Memphis, Tennessee. Po ośmiu występach zwrócili uwagę Lava Records CEO Jason Flom. Po obejrzeniu ich na żywo, Flom oferował zespołowi kontrakt. Debiutancki album Egypt Central został nagrany z producentem Joshem Abrahamem w Los Angeles. Po ciężkiej pracy album został wydany przez Fat Lady Music dopiero 15 stycznia 2008 roku. W celu promowania albumu zostały wydane dwa single: "You Make Me Sick" i "Taking You Down". Te dwa utwory znalazły się również na ścieżce dźwiękowej do gry wideo WWE Smackdown vs Raw 2009.

### White Rabbit 2010-2012
Egypt central zakończył pracę nad swoim drugim albumem zatytułowanym White Rabbit w grudniu 2010 roku, wraz z producentem Skidd Mills. Album został wydany 31 maja 2011 roku. Zespół koncertował od marca do maja trasą "A Tour Of The American Dream" z grupami muzycznymi Cold i Kopek.
W czerwcu wyruszyli na tournée "Down The Hole" z Abused Romance i Red Candlelight. Oprócz kilku festiwalowych występów, w sierpniu zespół krótko koncertował z Hinder i Way Adelitas.
W 2012 roku zespół został rozwiązany.

## Dyskografia
| Egypt Central               | - Data: 24 kwietnia 2005 - Wydawca: Fat Lady Music/ILG | —  | —  |                  |
| White Rabbit                | - Data: 27 maja 2011 - Wydawca: Fat Lady Music/ILG     | 78 | 12 | - USA: 5,5 tys.+ |
| "—" album nie był notowany. |                                                        |    |    |                  |